# Banca centrale del Bahrain
La Banca centrale del Bahrain è la banca centrale dello stato asiatico del Regno di Bahrein.
Le monete e le banconote ufficiali che stampano e coniano è il dinaro del Bahrein.